# زابايكالسك
زابايكالسك (بالروسية: Забайкальск) هي مدينة في مقاطعة زابايكالسكي كراي في روسيا.
يبلغ عدد سكانها حوالي 10313   نسمة.